# Gąsiorów (powiat kolski)
Gąsiorów – wieś w Polsce położona w województwie wielkopolskim, w powiecie kolskim, w gminie Kościelec.
Wieś królewska Gąsiorowo należąca do starostwa kolskiego, pod koniec XVI wieku leżała w powiecie konińskim województwa kaliskiego. W latach 1975–1998 miejscowość administracyjnie należała do województwa konińskiego.

## Informacje ogólne
Miejscowość położona jest 8 km na zachód od centrum Koła, przy drodze lokalnej łączącej Kościelec z Krzymowem.

## Urodzeni w Gąsiorowie
- Henryk Struve – polski filozof, psycholog, tłumacz, estetyk, encyklopedysta, członek Towarzystwa Naukowego Warszawskiego[5].